# Borssum (Emden)
Borssum of Borßum is een dorp in de Duitse deelstaat Nedersaksen. Bestuurlijk maakt het deel uit van de stad Emden. Het dorp aan de Eems ligt ten zuidoosten van de stad.
De geschiedenis van het dorp gaat terug tot de zevende eeuw. Het is ontstaan uit twee kernen, Groot Borssum en Klein Borssum, die beiden een borg hebben gekend. Op de locatie van beide borgen staan tegenwoordig de Westerburgschool en de Oosterburgschool.
Het historische dorp met een kerk uit de dertiende eeuw, is met name na de oorlog uitgegroeid tot een van de grotere wijken van Emden.